# 2 euro commemorativi emessi nel 2018
| Immagine | Paese              | Tema | Tiratura   | Emissione         | Disegnatore                        |
| --- | ------------------ | --- | ---------- | ----------------- | ---------------------------------- |
| | Austria            | 100º anniversario della Repubblica d'Austria                                                                       | 18.100.000 | 2 gennaio 2018    | Helmut Andexlinger, Herbert Wähner |
| Descrizione: la moneta raffigura la statua di Pallade Atena che campeggia davanti all’edificio in stile neoclassico del Parlamento austriaco a Vienna. La dea della saggezza, incarnazione di sapienza, ragione e talento strategico, simboleggia il parlamentarismo austriaco. Sul lato sinistro è indicato l’anno «2018» al di sotto del quale figura la dicitura «100 JAHRE» (100 ANNI). Il testo «REPUBLIK ÖSTERREICH» (REPUBBLICA D’AUSTRIA) è riportato in basso a destra a semicerchio. Sull’anello esterno della moneta figurano le 12 stelle della bandiera dell’Unione europea. |                    | |            |                   |                                    |
| | Slovacchia         | 25º anniversario della Repubblica Slovacca                                                                         | 1.000.000  | 3 gennaio 2018    | Pavel Károly                       |
| Descrizione: il disegno simboleggia l’ingresso della Slovacchia nell’Unione europea e nella zona euro e raffigura un portale stilizzato che forma un arco su una carta della Slovacchia e sul simbolo dell’euro circondato dalle stelle dell’Unione europea, alcune delle quali coperte dalla carta. Lo stemma della Repubblica slovacca è riportato sulla sinistra del disegno. Nella parte inferiore sinistra, a semicerchio, figura il nome del paese di emissione «SLOVENSKÁ REPUBLIKA». La data dell’istituzione della Repubblica slovacca «1.1.1993» e l’anno di emissione «2018» figurano, una sopra l’altro, sotto la parte destra della carta. Tra la carta e la data figurano l’identificativo della Zecca di Kremnica (Mincovňa Kremnica), ossia le iniziali «MK» poste tra due conii, e le lettere stilizzate «PK», iniziali del disegnatore Pavel Károly. Sull’anello esterno della moneta figurano le 12 stelle della bandiera dell’Unione europea. |                    | |            |                   |                                    |
| | Germania           | Presidenza a Berlino al Bundesrat: Castello di Charlottenburg 13ª moneta della I serie dedicata ai Länder tedeschi | 30.000.000 | 30 gennaio 2018   | Bodo Broschat                      |
| Descrizione: il disegno raffigura l'edificio principale del Castello di Charlottenburg visto dal lato del cortile d'onore. Nella parte interna della moneta, in basso, figurano la denominazione «BERLIN» e il marchio della rispettiva zecca («A», «D», «F», «G» o «J»); in alto a destra figura il codice del paese di emissione «D» e in alto a sinistra l'anno «2018»; in basso a sinistra è riportato il marchio dell'incisore. Sull'anello esterno della moneta figurano le 12 stelle della bandiera dell'Unione europea. |                    | |            |                   |                                    |
| | Germania           | 100º anniversario della nascita di Helmut Schmidt                                                                  | 30.000.000 | 30 gennaio 2018   | Bodo Broschat                      |
| Descrizione: il disegno raffigura Helmut Schmidt in una posa caratteristica, impegnato nel dialogo con il suo interlocutore. In alto a destra, in semicerchio, l’iscrizione «HELMUT SCHMIDT» e sul lato destro gli anni «1918-2015». L’identificativo della relativa zecca figura sotto gli anni. Sulla sinistra è riportato il codice del paese di emissione «D», al di sotto del quale è indicato l’anno di emissione «2018». In basso sono riportate le iniziali dell’artista. Sull’anello esterno della moneta figurano le 12 stelle della bandiera dell’Unione europea. |                    | |            |                   |                                    |
| | Estonia            | 100º anniversario della fondazione degli Stati baltici indipendenti                                                | 500.000    | 31 gennaio 2018   | Justa Petruļa                      |
| Descrizione: le tre repubbliche baltiche ex-sovietiche sono rappresentate simbolicamente da un cordoncino intrecciato. Sono infatti unite dalla storia poiché condividono il passato, il presente e il futuro. Sulla moneta figurano inoltre un numero stilizzato che rappresenta il centenario e i simboli araldici dei tre Stati. A sinistra è riportato il nome del paese di emissione («EESTI») e a destra l’anno di emissione («2018»). Il disegno è stato scelto mediante una votazione pubblica nei tre paesi baltici. Sull’anello esterno della moneta figurano le 12 stelle della bandiera dell’Unione europea. |                    | |            |                   |                                    |
| | Lettonia           | 100º anniversario della fondazione degli Stati baltici indipendenti                                                | 500.000    | 31 gennaio 2018   | Justa Petruļa                      |
| Descrizione: le tre repubbliche baltiche ex-sovietiche sono rappresentate simbolicamente da un cordoncino intrecciato. Sono infatti unite dalla storia poiché condividono il passato, il presente e il futuro. Sulla moneta figurano inoltre un numero stilizzato che rappresenta il centenario e i simboli araldici dei tre Stati. A sinistra è riportato il nome del paese di emissione («LATVIJA») e a destra l'anno di emissione («2018»). Il disegno è stato scelto mediante una votazione pubblica nei tre paesi baltici. Sull'anello esterno della moneta figurano le 12 stelle della bandiera dell'Unione europea. |                    | |            |                   |                                    |
| | Lituania           | 100º anniversario della fondazione degli Stati baltici indipendenti                                                | 1.000.000  | 31 gennaio 2018   | Justa Petruļa                      |
| Descrizione: le tre repubbliche baltiche ex-sovietiche sono rappresentati simbolicamente da un cordoncino intrecciato. Sono infatti unite dalla storia poiché condividono il passato, il presente e il futuro. Sulla moneta figurano inoltre un numero stilizzato che rappresenta il centenario e i simboli araldici dei tre Stati. A sinistra sono riportati il nome del paese di emissione («LIETUVA») e il marchio della zecca, a destra figurano l’anno di emissione («2018») e l’identificativo del disegnatore («JP»). Il disegno è stato scelto mediante una votazione pubblica nei tre paesi baltici. Sull’anello esterno della moneta figurano le 12 stelle della bandiera dell’Unione europea. |                    | |            |                   |                                    |
| | Spagna             | 50º compleanno del re Filippo VI                                                                                   | 400.000    | 7 febbraio 2018   | ?                                  |
| Descrizione: il disegno riproduce lo stemma del re Felipe VI. A sinistra, a semicerchio, figura la parola «ESPAÑA», e sotto l’anno di emissione, «2018». In basso a destra, a semicerchio, è riportata la dicitura «50 ANIVERSARIO DE S.M. FELIPE VI». Il marchio della zecca è rappresentato in alto a destra. Sull’anello esterno della moneta figurano le 12 stelle della bandiera dell’Unione europea. |                    | |            |                   |                                    |
| | Spagna             | Città di Santiago di Compostela 9ª moneta della serie dedicata ai siti spagnoli Patrimonio dell'umanità UNESCO     | 300.000    | 7 febbraio 2018   | Alfonso Morales Muñoz              |
| Descrizione: la città di Santiago di Compostela è stata dichiarata patrimonio culturale mondiale dall'UNESCO nel 1985, in considerazione della sua bellezza urbanistica e della sua integrità monumentale, che si aggiungono agli echi profondi del significato spirituale e culturale della città in epoca medievale, legato al pellegrinaggio del Cammino di Santiago. Il Cammino di Santiago si compone di una vasta rete di antichi itinerari di pellegrinaggio che si estendono in tutta l'Europa e si incontrano presso la tomba di san Giacomo a Santiago di Compostela, nel nord-ovest della Spagna. Il disegno riproduce la scultura di Santiago posta al centro della Puerta Santa della Cattedrale di Santiago di Compostela. A sinistra, a semicerchio, è riportata la dicitura “ESPAÑA”, in basso a sinistra l'anno di emissione, “2018”, e sotto il marchio della zecca. Sull'anello esterno della moneta figurano le 12 stelle della bandiera dell'Unione europea. |                    | |            |                   |                                    |
| | Estonia            | 100º anniversario della Repubblica d'Estonia                                                                       | 1.317.800  | 19 febbraio 2018  | Ionel Lehari, Meelis Opmann        |
| Descrizione: il disegno raffigura contemporaneamente i numeri 18 e 100, che simboleggiano il momento in cui l’Estonia è diventata un paese indipendente e rispecchiano inoltre gli ultimi cento anni. In basso a destra figura il testo «SADA AASTAT EESTI VABARIIKI» e accanto il nome del paese «EESTI» e l’anno di emissione «2018». Sull’anello esterno della moneta figurano le 12 stelle della bandiera dell’Unione europea. |                    | |            |                   |                                    |
| | Francia            | Fiordaliso di Francia                                                                                              | 15.000.000 | 19 febbraio 2018  | Joaquin Jimenez                    |
| Descrizione: da 100 anni, il fiordaliso («bleuet») è il fiore della memoria e della solidarietà della Francia. Nasce dalla volontà di venire in aiuto ai soldati mutilati della guerra del 1914-1918. Rapidamente, questo piccolo fiore diventa il simbolo di tutta la nazione francese grata per il sacrificio dei suoi soldati a difesa del loro paese e dei loro ideali. Oggi il fiordaliso francese prosegue la sua tradizionale missione di sostegno morale e finanziario ai veterani e alle vittime delle guerre di ieri e di oggi e alle vittime del terrorismo. Il fiordaliso contribuisce anche a trasmettere ai più giovani esempi e valori quali il rispetto, la pace e la tolleranza. Un’opera di memoria che onora chi ha combattuto e combatte ancora oggi per la nostra libertà. Al centro del disegno è raffigurato il fiordaliso, circondato dalla dicitura «Le Bleuet de France, fleur de mémoire et de solidarité» (Il fiordaliso della Francia, fiore della memoria e della solidarietà). Nel disegno figurano inoltre le date «1918-2018», la dicitura «RF» e i marchi. Sull’anello esterno della moneta figurano le 12 stelle della bandiera dell’Unione europea. |                    | |            |                   |                                    |
| | Andorra            | 25º anniversario della Costituzione di Andorra                                                                     | 75.000     | 13 marzo 2018     | ?                                  |
| Descrizione il disegno raffigura il “Monumento agli uomini e alle donne di Andorra che hanno voluto la Costituzione”, che si trova nella piazza del Consell General (il Parlamento di Andorra). Questo monumento mostra le sagome di un uomo e di una donna e commemora la volontà espressa dai cittadini di Andorra, nel referendum del 14 marzo 1993, di diventare uno Stato costituzionale, democratico e sociale, come previsto dall'articolo 1 della Costituzione. A destra del monumento è riprodotta la cartina geografica di Andorra con l'iscrizione latina “VIRTVS VNITA FORTIOR” (nell'unità la virtù è più forte), che è il motto del Principato di Andorra. Attorno al disegno figurano le diciture “25è ANIVERSARI DE LA CONSTITUCIÓ 1993-2018” (25º anniversario della Costituzione 1993-2018) e il nome del paese, “ANDORRA”. Sull'anello esterno della moneta figurano le 12 stelle della bandiera dell'Unione europea. |                    | |            |                   |                                    |
| | San Marino         | 500º anniversario della nascita di Tintoretto                                                                      | 60.500     | 5 aprile 2018     | Luciana De Simoni                  |
| Descrizione: al centro della moneta è riprodotto un particolare del quadro di Tintoretto «La visitazione» (l’abbraccio tra la santa Vergine ed Elisabetta), lungo la circonferenza figurano le date «1518-2018», in alto la dicitura «SAN MARINO», in basso «Tintoretto», a sinistra le iniziali dell’autrice Luciana de Simoni «LDS» e la lettera «R», che identifica la Zecca di Roma. Sull’anello esterno della moneta figurano le 12 stelle della bandiera dell’Unione europea. |                    | |            |                   |                                    |
| | Slovenia           | Giornata mondiale delle api                                                                                        | 1.000.000  | 14 maggio 2018    | Janez Bizjak                       |
| Descrizione: al centro della parte interna della moneta è raffigurata l’immagine di un favo in forma di emisfero orientale del globo terrestre. Attorno al favo, nella parte superiore sinistra campeggia l’iscrizione «SVETOVNI DAN ČEBEL» e nella parte inferiore destra l’iscrizione «SLOVENIJA 2018». Sull’anello esterno della moneta figurano le 12 stelle della bandiera dell’Unione europea. |                    | |            |                   |                                    |
| | Portogallo         | 250º anniversario della zecca portoghese                                                                           | 430.500    | 22 maggio 2018    | Eduardo Aires                      |
| Descrizione: sul disegno è riportata la dicitura «1768-2018 IMPRENSA NACIONAL DUZENTOS E CINQUENTA 250 ANOS PORTUGAL MMXVIII» come se le lettere e i numeri fossero i libri di una biblioteca. Nella parte inferiore dell’anello interno sono riportati il nome dell’artista «Eduardo Aires», sul lato sinistro, e il segno della zecca «INCM», sul lato destro. Sull’anello esterno della moneta figurano le 12 stelle della bandiera dell’Unione europea. |                    | |            |                   |                                    |
| | Finlandia          | Parco nazionale di Koli                                                                                            | 1.000.000  | 28 maggio 2018    | Erkki Vainio                       |
| Descrizione: il disegno raffigura il paesaggio visibile dal punto più elevato del parco nazionale finlandese di Koli. Nella parte inferiore, al centro, è inciso l’anno di emissione, «2018». L’indicazione del paese di emissione, «FI», è situata nella parte centrale a sinistra mentre il marchio della zecca si trova nella parte centrale a destra. Sull’anello esterno della moneta figurano le 12 stelle della bandiera dell'Unione europea. |                    | |            |                   |                                    |
| | Città del Vaticano | Anno europeo del patrimonio culturale                                                                              | 101.000    | 1º giugno 2018    | Daniela Longo                      |
| Descrizione: il disegno raffigura il gruppo scultoreo di Laocoonte e dei suoi figli, detto anche il gruppo Laocoonte, un’opera fondamentale della scultura mondiale e della raccolta dei Musei Vaticani. Al centro in basso si trova l’indicazione del paese di emissione, «Città del VATICANO». Da sinistra a destra, in semicerchio, l’iscrizione «ANNO EUROPEO DEL PATRIMONIO CULTURALE». In alto a destra figurano l’anno di emissione, «2018», e il marchio della zecca, «R». In basso a destra il nome dell’artista, «D. LONGO». Sull’anello esterno della moneta figurano le 12 stelle della bandiera dell’Unione europea. |                    | |            |                   |                                    |
| | Belgio             | 50º anniversario della rivolta studentesca del maggio 1968                                                         | 260.000    | 18 giugno 2018    | Luc Luycx                          |
| Descrizione: il disegno raffigura due studenti con in mano un pamphlet e una bandiera, in riferimento alle manifestazioni svoltesi in Belgio in reazione ai cambiamenti socio-culturali del maggio 1968. Gli eventi di 50 anni fa hanno avuto una grande importanza a livello nazionale e hanno influenzato la politica nazionale del Belgio e le successive riforme del governo. Sul lato sinistro figurano il caduceo, segno della zecca di Utrecht, e lo stemma del comune di Herzele, segno del direttore della zecca del Belgio. Sempre sul lato sinistro sono incisi l’anno di emissione, «2018», e la sigla del paese, «BE», assieme alle iniziali del disegnatore della moneta, Luc Luycx. Sullo sfondo è rappresentata la facciata di un auditorium, in riferimento al contesto studentesco. Sull’anello esterno della moneta figurano le 12 stelle della bandiera dell’Unione europea. |                    | |            |                   |                                    |
| | Lussemburgo        | 150º anniversario della Costituzione del Lussemburgo                                                               | 300.000    | 21 giugno 2018    | Alain Hoffmann                     |
| Descrizione: il disegno raffigura, a sinistra, l’effigie di Sua Altezza Reale, il Granduca Henri, con lo sguardo rivolto a destra. A destra del disegno sono riportati gli anni «1868-2018» e il testo «150 ans». Al di sotto dell’effigie del Granduca figura il testo «Constitution du Grand-Duché de Luxembourg» e la sezione laterale di un libro aperto. Sull’anello esterno della moneta figurano le 12 stelle della bandiera dell’Unione europea. |                    | |            |                   |                                    |
| | Monaco             | 250º anniversario della nascita di François Joseph Bosio                                                           | 16.000     | 25 giugno 2018    | ?                                  |
| Descrizione: il disegno raffigura François Joseph Bosio e una statua sullo sfondo. Nella parte superiore dell’immagine, a semicerchio, è riportata la dicitura «MONACO». In basso, sempre a semicerchio, figurano due diciture: «FRANÇOIS JOSEPH BOSIO» e sotto «1768 - SCULPTEUR - 2018». A sinistra e a destra di queste due diciture sono riportati il segno della zecca e il segno del direttore della zecca. Sull’anello esterno della moneta figurano le 12 stelle della bandiera dell’Unione europea. |                    | |            |                   |                                    |
| | Francia            | Simone Veil | 15.000.000 | 26 giugno 2018    | Joaquim Jimenez                    |
| Descrizione: il disegno raffigura il ritratto di Simone Veil, icona della lotta per i diritti delle donne. Simone Veil, il cui cognome da ragazza era Jacob, si è spenta nel giugno 2017 all’età di 89 anni. Sopravvissuta alla deportazione ad Auschwitz, era stata tra i protagonisti della costruzione dell’Europa. Prima presidente eletta a suffragio universale del Parlamento europeo dal 1979 al 1982, era assurta a simbolo della depenalizzazione dell’aborto, per cui si era battuta, avvenuta con la legge che porta il suo nome, votata nel 1975. Nel 2008 era stata eletta all’Académie française. Sotto il ritratto, sul colletto, è inciso il suo numero di registrazione da deportata. Sullo sfondo è raffigurato l’emiciclo del Parlamento europeo, sul quale sono incisi il suo nome, la data della nascita e della morte, il codice «RF» e l’anno di emissione «2018». Sull’anello esterno della moneta figurano le 12 stelle della bandiera dell’Unione europea. |                    | |            |                   |                                    |
| | Lituania           | Festival della canzone e della danza lituana 2018                                                                  | 500.000    | 26 giugno 2018    | Eglė Ratkutė                       |
| Descrizione: il disegno rappresenta figure stilizzate di persone e uccelli, tipiche di un genere di arte popolare lituana, il taglio di silhouette di carta, che simboleggiano le danze e le canzoni popolari. L’indicazione del paese di emissione - «LIETUVA» - si trova nella parte bassa della moneta, al centro, mentre l’anno di emissione «2018» e il marchio della zecca lituana campeggiano rispettivamente a sinistra e a destra. Sull’anello esterno della moneta figurano le 12 stelle della bandiera dell’Unione europea. |                    | |            |                   |                                    |
| | Malta              | Tempio di Mnajdra 3ª moneta della serie dedicata ai siti preistorici maltesi                                       | 300.000    | 20 luglio 2018    | Noel Galea Bason                   |
| Descrizione: la moneta raffigura i templi preistorici maltesi di Menaidra, un sito patrimonio mondiale dell’umanità dell’UNESCO. Nella parte in alto a destra del disegno figurano le diciture «MNAJDRA» e «TEMPLES» e gli anni «3 600 - 2 500 BC», uno sotto l’altro. In basso a sinistra è riportato il nome del paese di emissione «MALTA» e, sotto, l’anno di emissione «2018». Sull’anello esterno della moneta figurano le 12 stelle della bandiera dell’Unione europea. |                    | |            |                   |                                    |
| | Portogallo         | 250º anniversario del Giardino botanico di Ajuda                                                                   | 430.500    | 25 luglio 2018    | João Fazenda                       |
| Descrizione: il disegno raffigura un esemplare molto antico di Dracaena, un albero che si trova nel giardino botanico di Ajuda e che lo simboleggia. Nella parte superiore del disegno, da sinistra verso destra, a semicerchio, è riportata la scritta «250 ANOS JARDIM BOTÂNICO DA AJUDA». Nella parte inferiore, da sinistra verso destra, a semicerchio, è riportata la scritta «PORTUGAL 2018». Sotto l’immagine degli alberi, sul lato sinistro, sono riportate le iniziali dell’artista «J. FAZENDA» e sulla destra il segno della zecca «INCM». Sull’anello esterno della moneta figurano le 12 stelle della bandiera dell’Unione europea. |                    | |            |                   |                                    |
| | Italia             | 70º anniversario della Costituzione italiana                                                                       | 4.000.000  | 13 agosto 2018    | Uliana Pernazza                    |
| Descrizione: Enrico De Nicola, capo provvisorio dello Stato, firma l’atto di promulgazione della Costituzione della Repubblica italiana il 27 dicembre 1947; alla sua destra, Alcide De Gasperi, presidente del Consiglio, alla sua sinistra Umberto Terracini, presidente dell’Assemblea costituente italiana. Sopra, l’iscrizione «COSTITUZIONE» e il monogramma «RI» della Repubblica italiana; in esergo, l’iscrizione «CON SICURA COSCIENZA», l’identificativo «R» della Zecca di Roma e le date «1948 • 2018», rispettivamente l’anno dell’entrata in vigore della Costituzione italiana e l’anno di emissione della moneta. Sull’anello esterno della moneta figurano le 12 stelle della bandiera dell’Unione europea. |                    | |            |                   |                                    |
| | Belgio             | 50º anniversario del lancio del satellite ESRO-2B                                                                  | 260.000    | 6 settembre 2018  | Luc Luycx                          |
| Descrizione: il disegno raffigura il satellite ESRO 2B, il primo satellite lanciato con successo dall’Organizzazione europea di ricerche spaziali nel maggio del 1968 e messo in orbita attorno alla terra. ESRO 2B, anche noto come «IRIS» (International Radiation Investigation Satellite), una volta in orbita ha perlopiù condotto ricerche sui raggi X, le radiazioni cosmiche e le cinture di radiazioni terrestri. In basso figurano il caduceo, marchio della Zecca di Utrecht, e lo stemma del comune di Hezele, marchio del direttore della Zecca del Belgio, la sigla del paese «BE» e le iniziali «L.L.» che rimandano al disegnatore della moneta, Luc Luycx. Sull’anello esterno della moneta figurano le 12 stelle della bandiera dell’Unione europea. |                    | |            |                   |                                    |
| | San Marino         | 420º anniversario della nascita di Gian Lorenzo Bernini                                                            | 60.500     | 20 settembre 2018 | Annalisa Masini                    |
| Descrizione: il centro della moneta riproduce un particolare dell’opera di Bernini «Busto di Costanza Bonarelli» e le date «1598-2018»; intorno all’immagine si trovano, a sinistra, l’iscrizione «SAN MARINO» e, a destra, l’iscrizione «BERNINI», la lettera «R», identificativo della Zecca di Roma, e le iniziali «A.M.» che rimandano alla disegnatrice della moneta, Annalisa Masini. Sull’anello esterno della moneta figurano le 12 stelle della bandiera dell’Unione europea. |                    | |            |                   |                                    |
| | Lettonia           | Semgallia 4ª moneta della serie dedicata alle Regioni della Lettonia                                               | 500.000    | 26 settembre 2018 | Laimonis Schoenberg                |
| Descrizione: il disegno riproduce lo stemma della regione Semgallia. Nella parte superiore è inciso il nome del paese emittente «LATVIJA» e nella parte inferiore l’iscrizione «ZEMGALE». A destra è riportato l’anno di emissione «2018». Sull’anello esterno della moneta figurano le 12 stelle della bandiera dell’Unione europea. |                    | |            |                   |                                    |
| | Città del Vaticano | 50º anniversario della scomparsa di Padre Pio                                                                      | 101.000    | 4 ottobre 2018    | Patrizio Daniele                   |
| Descrizione: il disegno raffigura il profilo destro di un ritratto di Padre Pio. In alto, da sinistra a destra, figura in semicerchio l’indicazione del paese di emissione «CITTÀ DEL VATICANO». In basso figura la dicitura «Padre Pio» e, alla sua destra, il marchio della Zecca, «R». A sinistra del disegno è indicato l’anno «1968» e a destra l’anno di emissione «2018». In basso a sinistra si legge il nome dell’artista, «P. DANIELE». Sull’anello esterno della moneta figurano le 12 stelle della bandiera dell’Unione europea. |                    | |            |                   |                                    |
| | Finlandia          | Cultura finlandese della sauna                                                                                     | 1.000.000  | 22 ottobre 2018   | Erkki Vainio                       |
| Descrizione: il disegno raffigura un paesaggio finlandese al cui centro, in prossimità della riva di un lago, è visibile una tipica sauna finlandese. Nella parte inferiore, al centro, è inciso l’anno di emissione, «2018». L’indicazione del paese di emissione, «FI», si trova nella fascia centrale a sinistra e il marchio della zecca nella fascia centrale a destra. Sull’anello esterno della moneta figurano le 12 stelle della bandiera dell’Unione europea. |                    | |            |                   |                                    |
| | Grecia             | 70º anniversario dell'unione delle isole del Dodecaneso con la Grecia                                              | 750.000    | 31 ottobre 2018   | Georgios Stamatopoulos             |
| Descrizione: al centro del disegno è raffigurata una rosa, il simbolo parlante di Rodi, ispirata a una moneta coniata dall’antica città di Rodi - una delle monete più emblematiche del Dodecaneso - circondata da onde stilizzate. Lungo il bordo del tondo interno figurano le iscrizioni «1948-2018 UNIONE DEL DODECANESO ALLA GRECIA» e «REPUBBLICA ELLENICA» (in greco). Inoltre a sinistra è raffigurata una palmetta (segno della zecca greca) e a destra figura il monogramma dell’artista (George Stamatopoulos). Sull’anello esterno della moneta figurano le 12 stelle della bandiera dell’Unione europea. |                    | |            |                   |                                    |
| | Grecia             | 75º anniversario della scomparsa di Kostis Palamas                                                                 | 750.000    | 31 ottobre 2018   | Georgios Stamatopoulos             |
| Descrizione: il disegno raffigura un ritratto del poeta greco Kostis Palamas (1859-1943). Lungo il bordo del tondo interno, a sinistra, figurano in lingua greca l’iscrizione «REPUBBLICA ELLENICA» e il nome «KOSTIS PALAMAS». Sono raffigurati anche una palmetta (segno della zecca greca) e l’anno di emissione «2018». In basso a destra è visibile il monogramma dell’artista (George Stamatopoulos). Sull’anello esterno della moneta figurano le 12 stelle della bandiera dell’Unione europea. |                    | |            |                   |                                    |
| | Malta              | Patrimonio culturale 3ª moneta della serie "Dai Bambini con Solidarietà"                                           | 300.000    | 7 novembre 2018   | Nicole Dimech                      |
| Descrizione: il disegno è stato creato da un alunno e raffigura una serie di motivi caratteristici del patrimonio maltese, segnatamente: un riferimento ai templi preistorici, che sono le più antiche strutture autoportanti al mondo, la cupola e il campanile di una chiesa, elementi architettonici tipici delle città e dei villaggi maltesi, e la rappresentazione di una barca tradizionale maltese con la bandiera del paese. Sulla parte superiore del cerchio interno della moneta figura il nome del paese di emissione, «Malta», e su quella inferiore l’anno, «2018». Sull’anello esterno della moneta figurano le 12 stelle della bandiera dell’Unione europea. |                    | |            |                   |                                    |
| | Italia             | 60º anniversario dell'istituzione del Ministero della salute                                                       | 3.000.000  | 19 novembre 2018  | Silvia Petrassi                    |
| Descrizione: il disegno raffigura una rappresentazione allegorica della salute accompagnata da alcuni elementi simbolo delle attività del ministero: ambiente, ricerca, alimentazione e medicina. A sinistra campeggia il monogramma «RI», acronimo di Repubblica italiana, in alto, la lettera «R», marchio della Zecca di Roma e alla base della figura femminile, la sigla dell’autrice Silvia Petrassi. Da sinistra a destra, sono riprodotte in semicerchio l’iscrizione «MINISTERO DELLA SALUTE» e le date «1958-2018». Sull’anello esterno della moneta figurano le 12 stelle della bandiera dell’Unione europea. |                    | |            |                   |                                    |
| | Andorra            | 70º anniversario della Dichiarazione universale dei diritti umani                                                  | 75.000     | 26 novembre 2018  | Judit Gaset Flinch                 |
| Descrizione: il disegno della moneta raffigura sette scale (che rappresentano le sette parrocchie o divisioni amministrative di Andorra) sotto forma di montagne che conducono a una valle dove si legge il nome del paese di emissione «ANDORRA» e l'anno di emissione «2018». Allo stesso tempo le scale formano i rami di un albero che simbolizza l'umanità, di cui Andorra è parte integrante. Dai rami spuntano 30 foglie che rappresentano i 30 articoli della dichiarazione universale dei diritti umani. Il disegno è circondato dalla dicitura in catalano «70 ANYS DE LA DECLARACIÓ UNIVERSAL DELS DRETS HUMANS» (70º anniversario della dichiarazione universale dei diritti umani) che enfatizza l'evento commemorativo. Sull'anello esterno della moneta figurano le 12 stelle della bandiera dell'Unione europea. |                    | |            |                   |                                    |
| | Lussemburgo        | 175º anniversario della scomparsa del granduca Guglielmo I                                                         | 300.000    | 3 dicembre 2018   | Alain Hoffman                      |
| Descrizione: la parte destra del disegno rappresenta l’effigie di sua Altezza reale, il Granduca Henri, rivolto a sinistra mentre la parte sinistra rappresenta l’effigie di sua altezza reale il Granduca Guillame I. Le date «1772-1843» e il nome «Guillaume Ier» figurano verticalmente tra le due effigi. Il testo «LUXEMBOURG» e la menzione dell’anno «2018» figurano nella parte inferiore. Sull’anello esterno della moneta figurano le 12 stelle della bandiera dell’Unione europea. |                    | |            |                   |                                    |